# George Radel
George Radel, eigentlich Georg Martin Hermann Radel, (* 10. Januar 1860 in Hamburg; † 12. März 1948 ebenda) war ein deutscher Architekt.

## Leben und Wirken

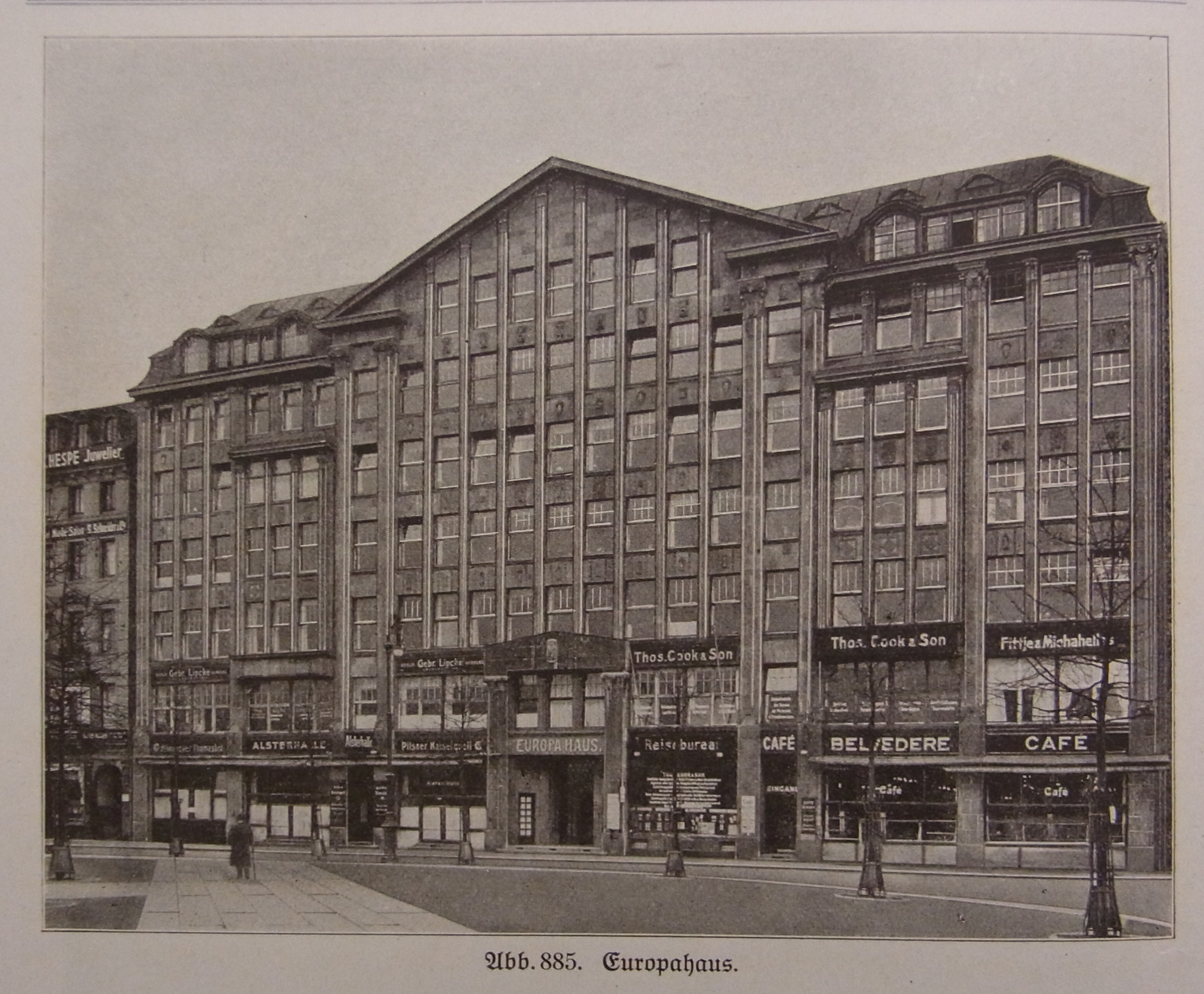
Altes Europahaus (1914)

George Radel war ein Sohn des Zimmermanns Johann Heinrich Radel, der auf St. Pauli arbeitete. Da die Baukonjunktur nach Aufhebung der Torsperre in Hamburg ab 1861 florierte, erhielt der Vater ausreichend Aufträge, um seinem Sohn eine Ausbildung an der Gelehrtenschule des Johanneums finanzieren zu können. George Radel bestand dort die Abiturprüfung und studierte ab 1878 an der Polytechnischen Schule Stuttgart. Zu seinen Lehrern gehörte der bedeutende Architekt Christian Friedrich von Leins, in dessen Büro er auch arbeitete. Nach Studienende fand er eine Stelle im seinerzeit führenden Architekturbüro Kayser & von Großheim in Berlin. Dort gestaltete er die zahlreichen Waren- und Geschäftshäuser mit, die das Büro ausführte.
Radel kehrte zurück nach Hamburg und arbeitete in den Büros von Manfred Semper und Carl Philipp Krutisch sowie von Eduard Hallier und Hinrich Fitschen, die in Hamburg erste Kontorhäuser entwarfen. Da in den Vorstädten Hamburgs aufgrund der Bevölkerungszunahme zu dieser Zeit große Nachfrage nach Miethäusern bestand, konnten auch junge Architekten eigenständig arbeiten. Radel entwarf daher ab 1889 Etagenwohnhäuser in den Stadtteilen Rotherbaum und St. Georg und eröffnete ein eigenes Büro. Seit dem 9. Dezember 1892 besaß er das Hamburger Bürgerrecht.
Radel plante anfangs eklektizistisch gehaltene, konventionelle Fassaden. Bei dem Bau des Kontorhauses Johannishof an der Kleinen Johannisstraße wählte er 1895 jedoch neue Formen. Das Gebäude entstand im Zusammenhang mit dem Bau der Speicherstadt. Der Architekt sollte hier flexibel nutzbare Büroflächen schaffen, die gute Lichtverhältnisse boten. Radel wählte daher eine Skelettkonstruktion mit Fassaden, die eine gleichmäßige Anordnung der Fenster aufwiesen und horizontal dreiteilig gegliedert waren. Er setzte damit eine in den Vereinigten Staaten ausgeprägte Bauweise um, die auch in Hamburg Verbreitung fand.
Von der Jahrhundertwende bis zum Ersten Weltkrieg plante Radel zumeist Kontorhäuser und gehörte zu den wichtigsten Architekten dieses Bautyps. Von 1896 bis 1898 entstand nach seinen Plänen der Posthof, der noch historisierende Ornamente aufwies. Das Kontorhaus Bankhaus am Neß (1901–1903) hielt er jedoch im Jugendstil, in dem er auch andere Bauten wie das Wohnhaus Feldbrunnenstraße 3 gestaltete. Da er selbst nur ein kleines Büro hatte, arbeitete er oft gemeinsam mit Architekten wie Franz Jacobssen, Henry Grell oder dem Büro von Leon Frejtag und Hermann Wurzbach. Radels bekanntestes Bauwerk war das 1909–1913 erbaute Europa-Haus am Ballindamm, das 2003 der Europa Passage weichen musste.
Radels erfolgreiche Zeit als Architekt endete mit dem Ersten Weltkrieg. Während der Weimarer Republik hatte er weiterhin ein Büro, griff jedoch die aufkommende Moderne nicht auf und widmete sich auch nicht dem durch u. a. die Hauszinssteuer geförderten Wohnungsbau, sondern arbeitete weiterhin im Stil der Vorkriegsarchitektur. Im Ruhestand lebte er als Privatier in St. Georg, wo er 1948 auch starb.